# دهستان لهرنی
دهستان لهرنی (به لاتین: Lehereni Gewog) یک دهستان در کشور بوتان است که در ناحیهٔ سامتس واقع شده‌است.